# Evangelische Kirche (Międzyrzecze Górne)

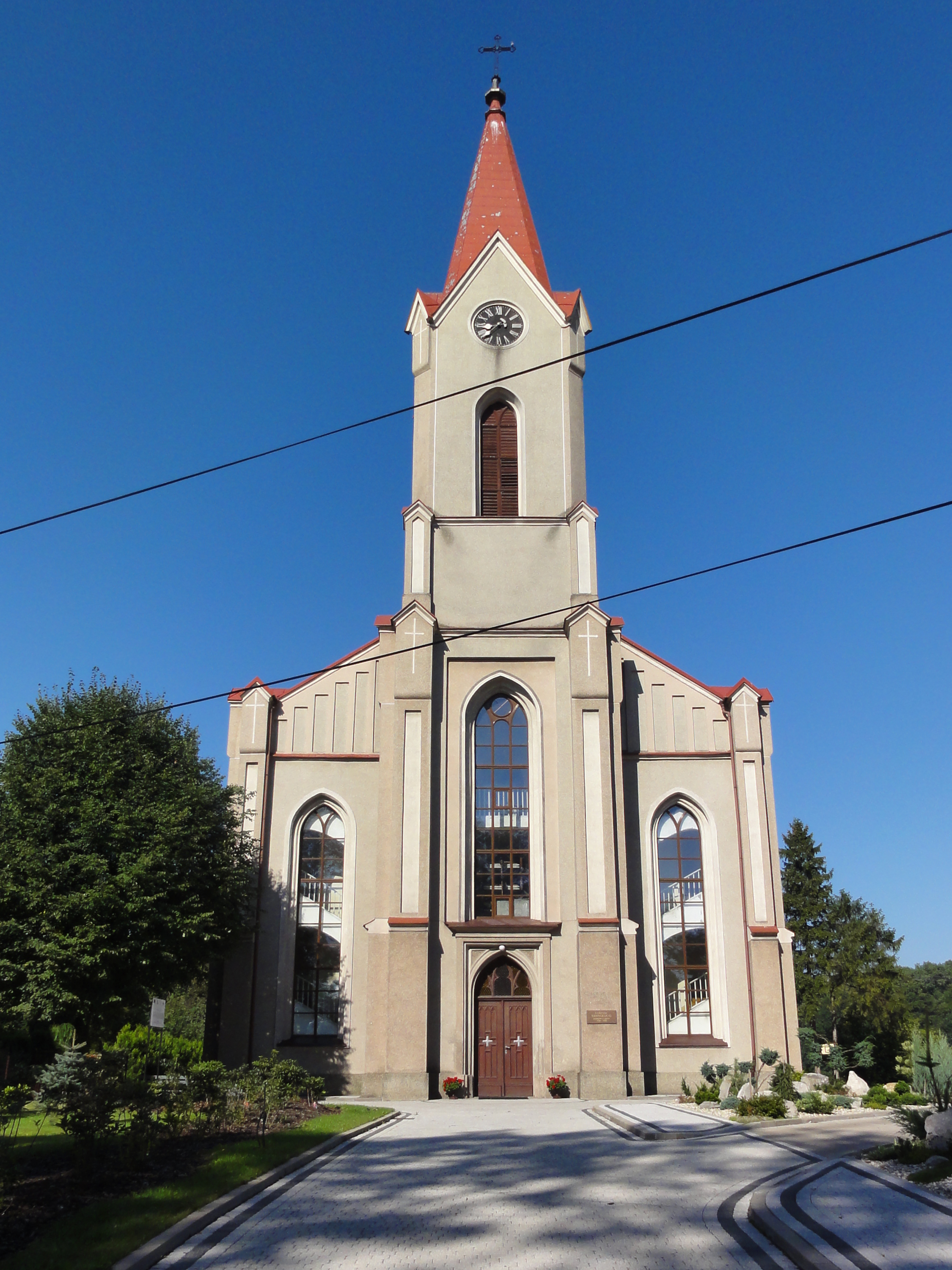
Evangelische Kirche Ober Kurzwald

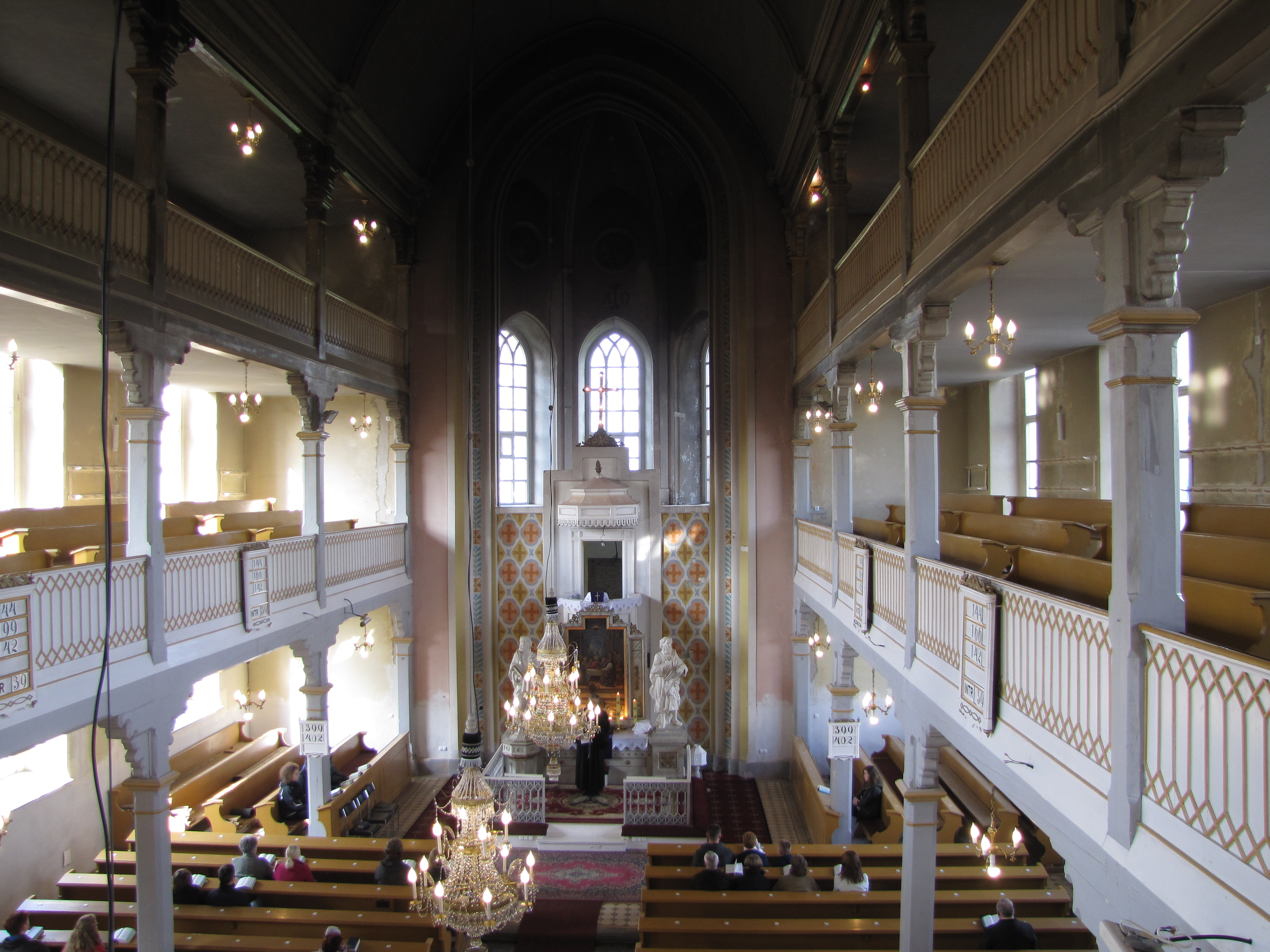
Innenansicht

Die Evangelische Kirche Międzyrzecze Górne ist die evangelisch-lutherische Pfarrkirche von Międzyrzecze Górne (deutsch Ober Kurzwald), einer Ortschaft im Powiat Bielski der Woiwodschaft Schlesien in Polen.

## Geschichte
Eine dem Hl. Martin gewidmete, in Holz errichtete (1993 abgebrannte) Kirche des 16. Jahrhunderts diente seit der Reformation der lutherischen Kirchengemeinde, bevor sie in der Gegenreformation 1654 dem katholischen Ritus überlassen werden musste. Mit dem 1861 erlassenen Protestantenpatent Kaiser Franz Josephs, das die rechtliche Gleichstellung des evangelischen Bekenntnisses im Habsburgerreich garantierte, konnte 1864 in Ober Kurzwald eine evangelische Kirchengemeinde wiedergegründet werden, die 1866 ihre eigene Kirche erhielt.

## Architektur
Die Ober-Kurzwalder Kirche ist eine in den Formen der frühen Neugotik erbaute dreischiffige Emporenhalle mit integriertem, von einem Spitzhelm bekröntem Turm und einem polygonal gebrochenem Altarhaus mit seitlich angefügten Sakristeiräumen. Der Kirchenraum wird von den doppelgeschossig eingebauten Emporen beherrscht, das Mittelschiff ist von einem Spitztonnengewölbe überdeckt. Der Kanzelaltar mit seitlich gesetzten Statuen der Apostel Petrus und Paulus zeigt im Altarbild zeigt das Abendmahl Jesu.

## Orgel
Nach Fertigstellung der Kirche erhielt sie eine klassizistische Orgel aus der Werkstatt von Karl Kuttler in Troppau nach dem Vorbild der zuvor von ihm erbauten Orgel der Martin-Luther-Kirche in Biała. Das während des Zweiten Weltkriegs unter Verlust des Rückpositivs stark beschädigte Instrument wurde 2004 durch den Orgelbauer Krzysztof Jakubowski (Wieprz) wiederhergestellt. Die nach Maßgabe der originalen Registerzüge rekonstruierte Orgel besitzt folgende Disposition:
| I Manuał C–f3 |            |       |
| 1.            | Pryncypał  | 8′    |
| 2.            | Gamba      | 8′    |
| 3.            | Portunal   | 8′    |
| 4.            | Bordun     | 8′    |
| 5.            | Oktawa     | 4′    |
| 6.            | Flet       | 4′    |
| 7.            | Kwinta     | 2 ⁄3′ |
| 8.            | Oktawa     | 2′    |
| 9.            | Mixtura IV |       |

| II Manuał C–g3 |             |    |
| 10.            | Flet-major  | 8′ |
| 11.            | Fugara      | 8′ |
| 12.            | Flet-minior | 4′ |
| 13.            | Pryncypał   | 4′ |

| Pedał C–c1 |           |     |
| 14.        | Kontrabas | 16′ |
| 15.        | Violon    | 16′ |
| 16.        | Subbas    | 16′ |
| 17.        | Oktawbas  | 08′ |
| 18.        | Gydektbas | 08′ |